# Al-Safira District
Al-Safira District (arabiska: منطقة السفيرة, منطقة سفيرة) är ett distrikt i Syrien.   Det ligger i provinsen Aleppo, i den centrala delen av landet, 280 kilometer norr om huvudstaden Damaskus. Antalet invånare är 178 293.
Omgivningarna runt Al-Safira District är i huvudsak ett öppet busklandskap. Runt Al-Safira District är det ganska tätbefolkat, med 86 invånare per kvadratkilometer.